# Leuctra biloba
Leuctra biloba är en bäcksländeart som beskrevs av Peter Walter Claassen 1923. Leuctra biloba ingår i släktet Leuctra och familjen smalbäcksländor. Inga underarter finns listade i Catalogue of Life.